# غرنوقي أبيض الزهر
غرنوقي أبيض الزهر (الاسم العلمي:Geranium leucanthum) هو نوع من النباتات يتبع جنس الغرنوقي من الفصيلة الغرنوقية.